# Pyramida Chentkaus II.
Pyramida Chentkaus II. nebo Pyramida královny matky je součástí pyramidového pole na archeologické lokalitě Abúsír v Egyptě, které bylo bývalým pohřebištěm hlavního města starověkého Egypta Mennoferu.
Patřila královně Chentkaus II., pravděpodobně manželce faraóna Neferirkarea (okolo 2446–2426 př. n. l.) a matce faraónů Raneferefa a Niuserrea, která podle současného českého archeologa Miroslava Vernera určitý čas sama vládla. Pyramida je vybudovaná z vápence, má trojstupňové jádro a jednoduchou podzemní strukturu s chodbou a pohřební komorou. V ní byl nalezen sarkofág z červené žuly a stopy po pohřbu. Na některých místech se zachovaly stavební značky, které umožňují určit průběh a fázi výstavby.